# Jalen Lisse
Jalen Lisse (* 19. Juli 2000) ist ein surinamischer Leichtathlet, der sich auf den Sprint spezialisiert hat.

## Sportliche Laufbahn
Erste Erfahrungen bei internationalen Meisterschaften sammelte Jalen Lisse im Jahr 2021, als er bei den U23-Südamerikameisterschaften in Guayaquil mit 10,75 s in der ersten Runde im 100-Meter-Lauf ausschied. Anschließend schied er bei den erstmals ausgetragenen Panamerikanischen Juniorenspielen in Cali mit 10,77 s ebenfalls im Vorlauf aus. Im Jahr darauf kam er bei den Südamerikaspielen in Asunción mit 10,83 s nicht über die Vorrunde hinaus und 2024 schied er bei den Olympischen Sommerspielen in Paris mit 10,64 s in der Vorausscheidungsrunde aus.

## Persönliche Bestzeiten
- 100 Meter: 10,64 s (+0,3 m/s), 3. August 2024 in Paris
  - 60 Meter (Halle): 6,88 s, 3. Februar 2024 in Gent